# لانتانا إنتريوسية
لانتانا إنتريوسية (الاسم العلمي:Lantana entrerriensis) هي نوع هجين من النباتات تتبع جنس اللانتانا من الفصيلة اللويزية.